# Jang Do-yeon
Dans ce nom coréen, le nom de famille, Jang, précède le nom personnel.
Jang Do-yeon, (coréen : 장도연) née le 10 mars 1985 à Yeonggwang, est une humoriste sud-coréenne signé avec le groupe KOEN.

## Filmographie sélective

### Télévision
- 2017 : Cliente dans Radiant Office[2]